# Caberea patagonica
Caberea patagonica is een mosdiertjessoort uit de familie van de Candidae. De wetenschappelijke naam van de soort is, als Canda patagonica, voor het eerst geldig gepubliceerd in 1842 door d'Orbigny.